# Xiphotheata
Xiphotheata är ett släkte av skalbaggar. Xiphotheata ingår i familjen långhorningar.
Kladogram enligt Catalogue of Life:
| Xiphotheata | \| \| Xiphotheata luctifera \| \| \| \| \| \| Xiphotheata mollendorfii \| \| \| \| \| \| Xiphotheata saundersii \| \| \| \| |
|             | \| \| Xiphotheata luctifera \| \| \| \| \| \| Xiphotheata mollendorfii \| \| \| \| \| \| Xiphotheata saundersii \| \| \| \| |
|             | Xiphotheata luctifera |
|             | |
|             | Xiphotheata mollendorfii |
|             | |
|             | Xiphotheata saundersii |
|             | |